# Eilzugwagen
Als Eilzugwagen werden Eisenbahnwagen zur Personenbeförderung bezeichnet, die für die Zuggattung Eilzug vorgesehen und gebaut wurden. Die Eilzugwagen der Deutschen Reichsbahn entstanden im Rahmen der Umstrukturierung des Mittelverkehrs von langlaufenden, Beschleunigten Personenzügen (BP) hin zu Eilzügen mit einheitlichen Wagen in den 1930er Jahren bis 1952. Heute sind alle Fahrzeuge dieser Bauart ausgemustert. Einige wenige fahren bei Museumsbahnen. Um 1950 entwickelte die Deutsche Bundesbahn neue Eilzugwagen mit Mitteleinstieg.
Neben den hier beschriebenen Wagen setzte die DB n-Wagen (Silberlinge) in Eilzügen ein, in späteren Jahren verstärkt m-Wagen (Schnellzugwagen Bauart UIC-X). Nach der Umsetzung der yl-Wagen in untergeordnete Dienste bestanden die Eilzüge überwiegend aus diesen Wagentypen, so weit sie nicht als Triebwagen geführt wurden. Auch ältere Bauarten von Schnellzugwagen waren gegen Ende ihrer Einsatzzeit in Eilzügen zu finden. Die DR der DDR stellte ihre Eilzüge überwiegend aus Reko-Wagen, Halberstädter Mitteleinstiegswagen oder Doppelstockwagen zusammen.

## Allgemeines
Eilzüge verkehrten in Deutschland seit 1907. Es handelte sich dabei um Züge des sogenannten Mittelverkehrs, einer Zuggattung, die zwischen Schnellzügen und Personenzügen angesiedelt war. Sie sollte Zubringerfunktionen auf Hauptbahnen abseits der großen Verkehrsströme erfüllen und Klein- und Mittelstädte untereinander sowie mit Großstädten verbinden. Bis zum Fahrplanwechsel am 7. Oktober 1928 erfüllten diese Zwecke zumeist sogenannte Beschleunigte Personenzüge, die meist aus älteren Personenwagen der Länderbauarten gebildet wurden. Eilzüge wurden zunächst aus vierachsigen Abteilwagen der Länderbauarten gebildet. Einhergehend mit der Abschaffung der vierten Wagenklasse 1928 wurden durch die Deutsche Reichsbahn Überlegungen zur Komfortsteigerung im Mittelverkehr angestellt. Daraus entstanden die Eilzugwagen der Bauarten 1929–1934 (spätere Verwendungsgruppe 30). Später wurden diese durch Wagen der Bauarten 1935–1939 (spätere Verwendungsgruppe 36), Bauarten 1940, 1943–1944 (spätere Verwendungsgruppe 44) und nach dem Zweiten Weltkrieg bei der Deutschen Bundesbahn durch die Verwendungsgruppe 52 ergänzt. Charakteristisch für langlaufende Eilzüge waren die homogene Bildung aus Wagen einer oder zweier Verwendungsgruppen sowie das Führen von Kurswagengruppen aus und zu Schnellzügen.

## Eilzugwagen der Deutschen Reichsbahn

### Leichte Ganzstahlwagen der Bauarten 28 bis 34

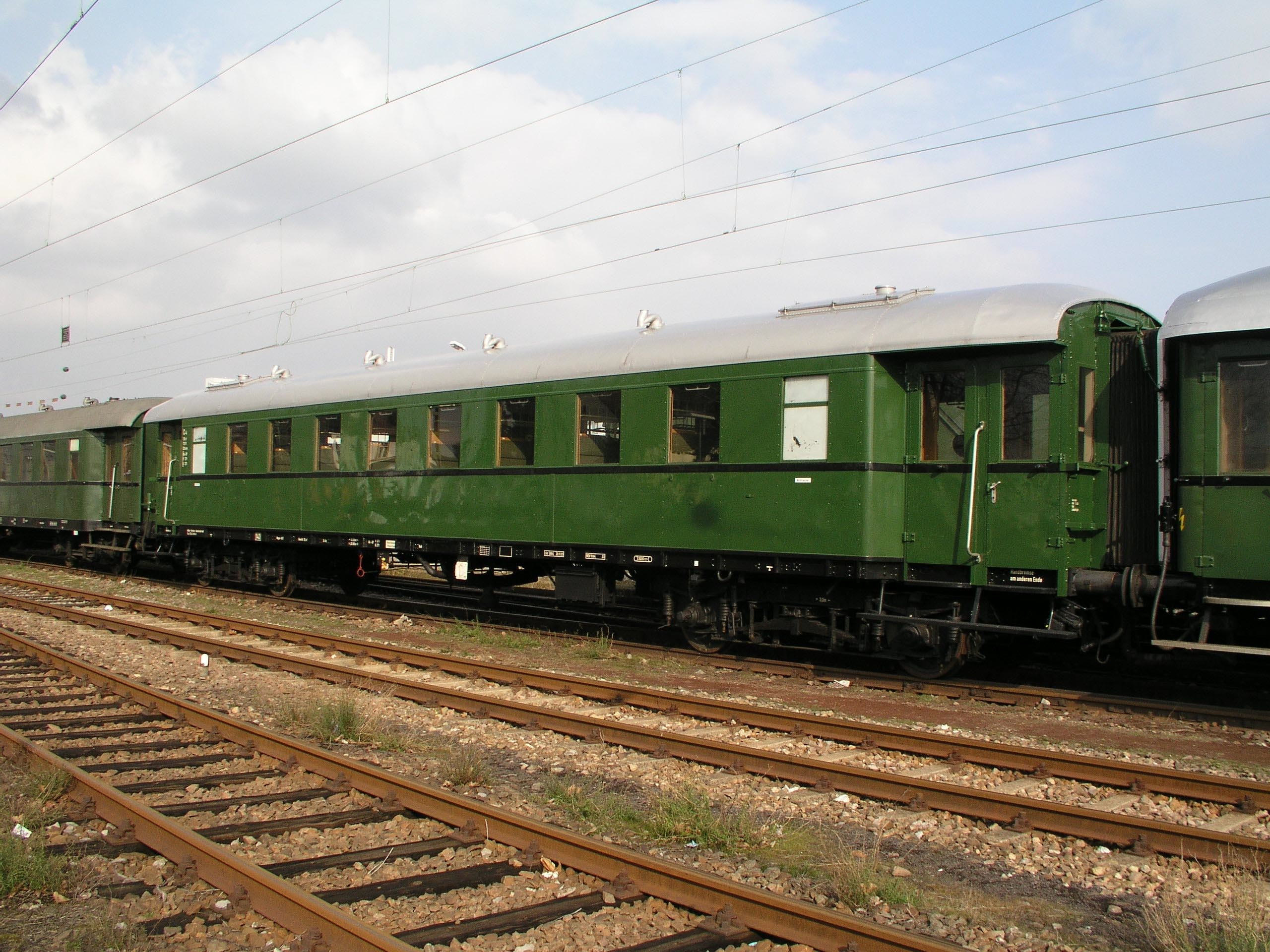
DRG-Eilzugwagen Bye655, gebaut 1930–1932, mit doppelten Einstiegstüren

Nach dem Bau und der Erprobung einer größeren Anzahl von Versuchswagen in den Jahren 1928 und 1929, mit denen vor allem die zweckmäßigste Innenraumgestaltung gefunden werden sollte, wurde 1930 mit der Serienfertigung von Eilzugwagen begonnen. Die Typenbezeichnungen lauteten für den Wagen zweiter Klasse B4i-30 (zuletzt Ayse 604), für den gemischtklassigen Wagen BC4i-30 (zuletzt AByse 611 ff) und für den Wagen dritter Klasse C4i-30 (zuletzt Bye 653 ff).
Die Ausführung erfolgte gemäß den damals gültigen Bauprinzipien in genieteter Bauweise. Alle Wagen verfügten über Großräume mit Mittelgang, mit 1+3-Sitzanordnung in der zweiten und 2+3-Sitzanordnung in der dritten Klasse. Die Einstiege waren wie bei den zeitgenössischen Schnellzugwagen der Bauart 28 zurückgesetzt ausgeführt, das Dach war jedoch am Wagenende wie bei den Rheingold-Wagen korbbogenartig abgerundet. Die Einstiege waren an Wagenenden der dritten Klasse mit Doppeltüren ausgeführt, um den Wechsel der Fahrgäste zu beschleunigen. An Wagenenden der zweiten Klasse befand sich eine – der geringeren Fahrgastfrequenz wegen als ausreichend angesehene – einfache Schlagtür. An jeden Einstiegsraum anschließend war eine Toilette mit Waschgelegenheit vorhanden. Die Seitenfenster waren in der dritten Klasse 800, in der zweiten 1000 Millimeter breit. Die Aborte hatten 600 mm breite Klappfenster.
Die Wagen besaßen Drehgestelle der Bauart Görlitz III leicht. Die Wagenübergänge waren als offene Übergangsbrücken ausgeführt und nur mit Scherengittern gesichert; sie durften nur vom Zugpersonal, nicht aber von den Reisenden genutzt werden. Dies wurde bewusst als Unterscheidungsmerkmal zu den Durchgangszügen vorgesehen.
Während die Wagen zweiter und dritter Klasse in den folgenden Jahren unverändert weitergebaut wurden, wurde die Inneneinrichtung des gemischtklassigen Wagens mehrfach geändert. Zuerst wurde die Innenraumaufteilung in der dritten Klasse dahingehend abgeändert, dass zwei gleich große Großräume vorhanden waren (Bauart BC4i-31), dann wurde zum Seitengang in der zweiten Klasse übergegangen (Bauarten BC4i-33, -33a und 33e, spätere AByse 621, 622 und 624).
Es wurden 285 Wagen B4i, 381 BC4i und 1236 C4i gebaut.
Passend zu den Sitzwagen wurden ab 1930 auch Gepäckwagen beschafft. Die Wagen der kürzeren Variante (19,68 m) führten die Gattungsbezeichnung Pw4i-31, die der längeren Variante (20,96 m) liefen als Pw4i-32. Die entsprechenden UIC-Bezeichnungen der DB waren Dye 973 bzw. Dye 974. In zahlreiche Gepäckwagen beider Bauarten wurde in der ersten Hälfte der 1930er Jahre eine kleine Küche eingebaut, um die Reisenden in den Eilzügen am Platz mit einem Imbiss versorgen zu können. 302 Wagen der Bauart Pw4i-31, davon fünf mit Küchenabteil, wurden gebaut, von der Bauart Pw4i-32 71 Wagen, davon 26 mit Küchenabteil.
Ab 1932 unternahm die Reichsbahn erste Versuche mit geschweißten Eilzugwagen. Nach mehreren Entwicklungsbauarten kam es 1934 zum Bau von Kleinserien von BC4i-, C4i- und Pw4i-Wagen, die in ihrer äußeren Erscheinung aber immer noch weitgehend den genieteten Vorgängern entsprachen. Alle diese Wagen, genietete wie geschweißte, wurden von der Deutschen Bundesbahn 1954 in der Verwendungsgruppe 30 zusammengefasst.

### Geschweißte Wagen der Bauarten 35 bis 43
Ab 1935 wurden Nachfolgebauarten für die Wagen der Verwendungsgruppe 30 entwickelt. Die geschweißte Bauart des Wagenkastens war nunmehr Standard. Um den Reisenden eine bessere Aussicht zu ermöglichen, wurden die Fensterunterkante tiefergelegt und die Scheiben um 20 cm verbreitert. Um bei nahezu gleicher Wagenlänge größere Abteile einbauen zu können, wurde in der dritten Klasse auf eine Sitzreihe verzichtet. Der mit Scherengittern gesicherte offene Übergang, die Drehgestelle der Bauart Görlitz III leicht sowie andere Elemente waren mit den vorhergehenden Bauarten identisch. In Dienst gestellt wurden nach den Probebauarten des Jahres 1935 die Serienwagen C4i-36 und BC4i-37. Reine Zweite-Klasse-Wagen wurden nicht mehr beschafft. Zuletzt liefen diese Wagen bei der DB als Bye 667 und AByse 630. Während des Zweiten Weltkriegs kam es unter den Wagenbezeichnungen C4üp-42 (spätere Bye 668) und C4i-43a (spätere Bye 672) zu Nachbestellungen des Wagens dritter Klasse; letztere Bauart wurde als Lazarettwagen ohne Inneneinrichtung abgeliefert. Die geschweißten Eilzugwagen wurden von der DB in die Verwendungsgruppe 36 eingereiht.
Durch die Schweißkonstruktion waren die Wagen rund zwei Tonnen leichter als die genieteten.

### Leichtbauwagen der Bauarten 39 bis 43
Ausgehend von den Schnellzugwagen der Bauart 39, den sog. Schürzenwagen, wurde auch ein windschnittiger Leichtbau-Eilzugwagen entwickelt. Im Wesentlichen entsprachen diese Wagen der Vorgängerbauart, der Wagenkasten wurde allerdings windschnittig ausgeführt und besaß tragende Schürzen am Längsträger. Die Wagen liefen auf Drehgestellen der Bauart Görlitz III leicht oder den Versuchsdrehgestellen der Bauart Krimml. Erstmals erhielten Eilzugwagen der Reichsbahn durch Faltenbälge geschützte Übergänge. Damit waren sie fakultativ auch im Schnellzugdienst verwendbar, da nunmehr Reisende von einem Wagen zum anderen wechseln konnten. Die Großraumaufteilung des Fahrgastraumes wurde jedoch wie bei den Wagen der Vorgängerbauarten beibehalten, wie auch die zurückversetzten Einstiegstüren am Wagenende. Das Halbabteil in Wagenmitte wurde zugunsten eines Vollabteils aufgegeben, dazu war der Wagen auf 21,45 Meter verlängert worden.
Je zwei Prototypen mit zweiter/dritter sowie dritter Wagenklasse, die in Leichtbauweise ausgeführt waren, wurden von den Linke-Hofmann-Werken in Breslau 1939 als BC4üp-39 (später AByse 631) und C4üp-39 an die Reichsbahn geliefert. Infolge des niedrigen Wagengewichts konnten sie besonders gut auf Bergstrecken eingesetzt werden. Die Inneneinrichtung der dritten Klasse war – wie seinerzeit üblich – mit Holzbänken ausgeführt, die zweite Klasse erhielt stoffbezogene Polstersitze. Die Prototypen hatten allerdings auch in der dritten Klasse Polstersitze gehabt.
Insgesamt sollten nach damaligen Plänen 8.550 Wagen dieser Bauart beschafft werden, um die alten Vierachs-Abteilwagen endgültig abzulösen. 650 Fahrzeuge sollten als BC4üp, der Rest als C4üp gebaut werden. Um diese hohe Anzahl bauen zu können, stellte die Hauptverwaltung der Deutschen Reichsbahn einen Vierjahresplan auf. Aufgrund der kriegsbedingten Verknappung von Rohstoffen wurden nur 125 Wagen der gemischtklassigen Variante bestellt, von denen bis 1944 nur 45 als BC4üp-42a (später AByse 633) ausgeliefert werden konnten. 17 Exemplare kamen zur DB. Von der einklassigen Wagenbauart C4üp-42a wurden noch 100 Fahrzeuge ausgeliefert. Die 40 Wagen, die bei der DB verblieben, wurden später als Bye 669 eingereiht. Weitere 250 Eilzugwagen des Typs C4i-43, die bis zum Kriegsende als Lazarettwagen im Einsatz waren, erhielten später, soweit sie in den Bundesbahn-Fuhrpark gelangten, die Baureihenbezeichnung Bye 670. Einige ehemalige Lazarettwagen wurden in der Nachkriegszeit bis zum Einbau einer Inneneinrichtung als sogenannte Stehwagen eingesetzt.
Die Leichtbau-Eilzugwagen bildeten bei der Deutschen Bundesbahn die Verwendungsgruppe 44.

### Modernisierung

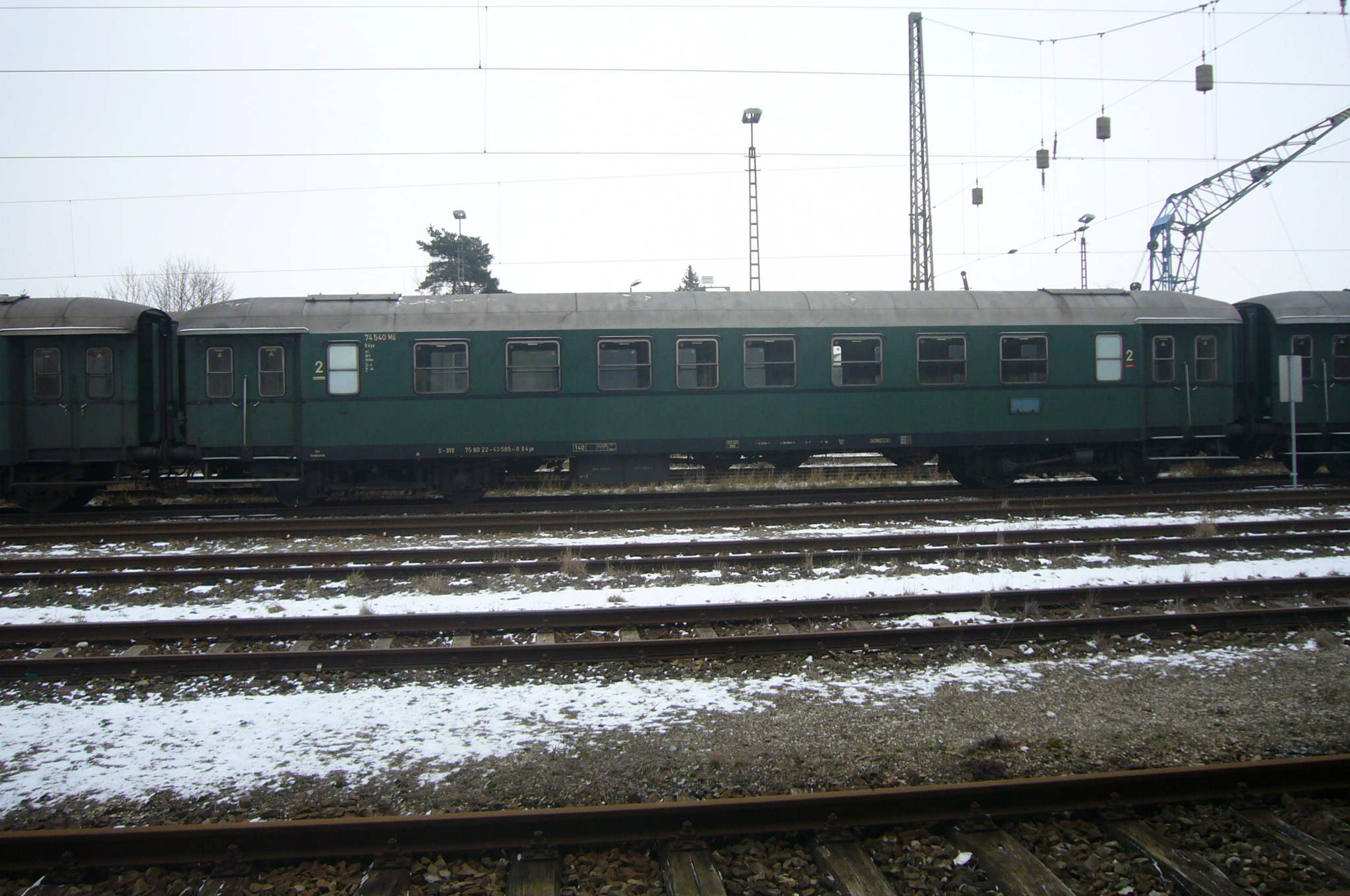
Modernisierter Eilzugwagen der ÖBB im Bayerischen Eisenbahnmuseum Nördlingen

Mit der Klassenreform 1956 wurden die Wagenklassen aufgewertet und die dritte in die zweite Klasse sowie die zweite in die erste Klasse geändert. Zeitgleich mit der Klassenreform erfolgten in der neuen zweiten Klasse der Einbau von Polstersitzen in einer 2+2-Aufteilung sowie eine Beseitigung bzw. Vereinheitlichung von kriegsbedingten Änderungen. Die Wagen der ersten Serien wurden von Scherengittern auf Faltenbalgübergänge umgebaut. In den meisten älteren Wagen der Verwendungsgruppe 30, die in der nunmehrigen ersten Klasse noch Großräume mit Mittelgang besaßen, wurden diese auf geschlossene Abteile mit Seitengang abgeändert. Die Umrüstung von Glüh- auf Leuchtstofflampen begann ebenfalls. Ab 1968 wurden die Eilzugwagen als Ayse, AByse und Bye bezeichnet und mit 600er Bauartnummern geführt.
Fast alle Eilzugwagen wurden bis in die 1970er Jahre für die ihnen zugedachte Zuggattung eingesetzt. Erst danach wanderten viele in den Nahverkehr ab. Während die DB-Wagen teilweise bis 1984 in Dienst standen, wurde die Mehrzahl der in der DDR verbliebenen Fahrzeuge bereits in den 1960er Jahren, ebenso wie die anderen brauchbaren Reisezugwagen der Einheitsbauarten, in Modernisierungswagen umgebaut. Die restlichen Eilzugwagen, die nicht in das Modernisierungswagenprogramm fielen, wurden teilweise mit Gummiwulstübergängen ausgestattet.
Die in Österreich nach dem Kriegsende verbliebenen Wagen wurden, wie alle anderen altbrauchbaren Vorkriegsreisezugwagen der ehemaligen Deutschen Reichsbahn, in den 1960er Jahren durch die Österreichischen Bundesbahnen anlässlich einer Modernisierung mit Übersetzfenstern, Gummiwulstübergängen und neuen Polstersitzen aufgewertet.

## Mitteleinstiegswagen der Deutschen Bundesbahn

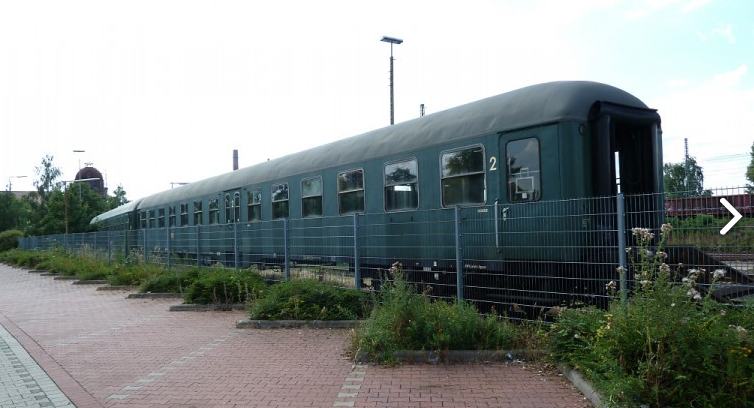
2.-Klasse-Wagen B4ymg

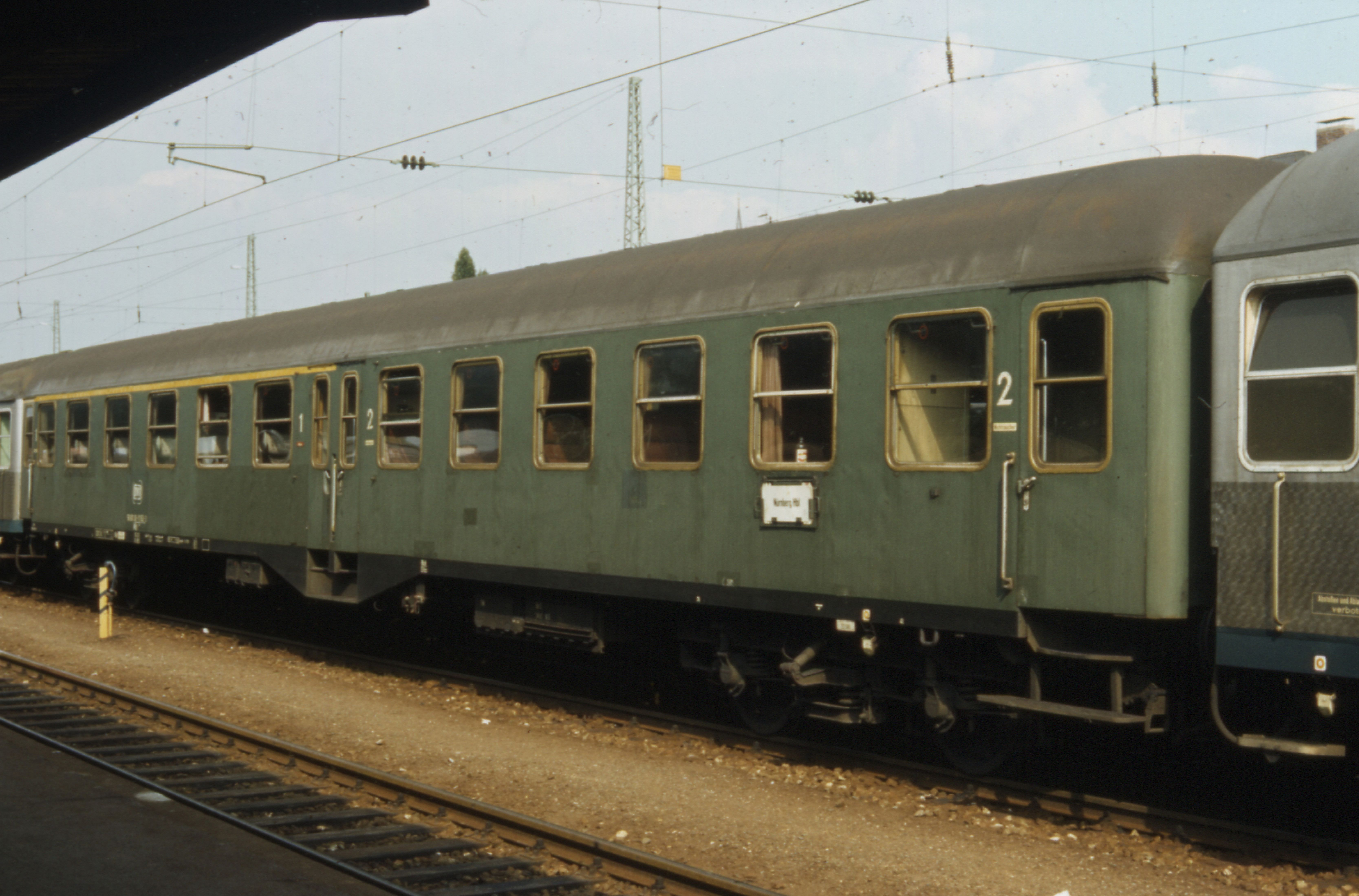
1./2.-Klasse-Mitteleinstiegwagen AByl^{411} im Bahnhof Lichtenfels, Juli 1981

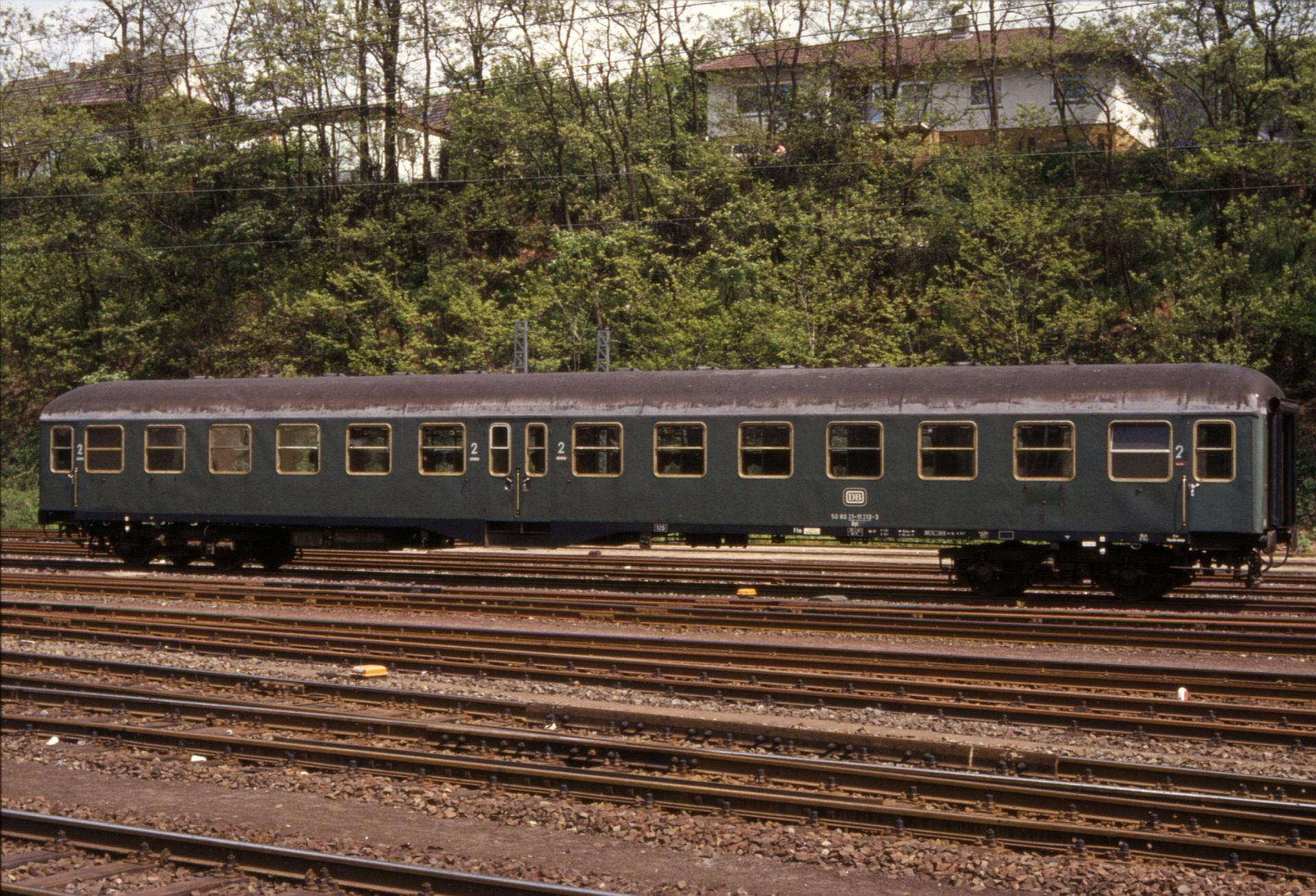
Mitteleinstiegwagen der Bauart Byl^{421} in Marburg, 1982

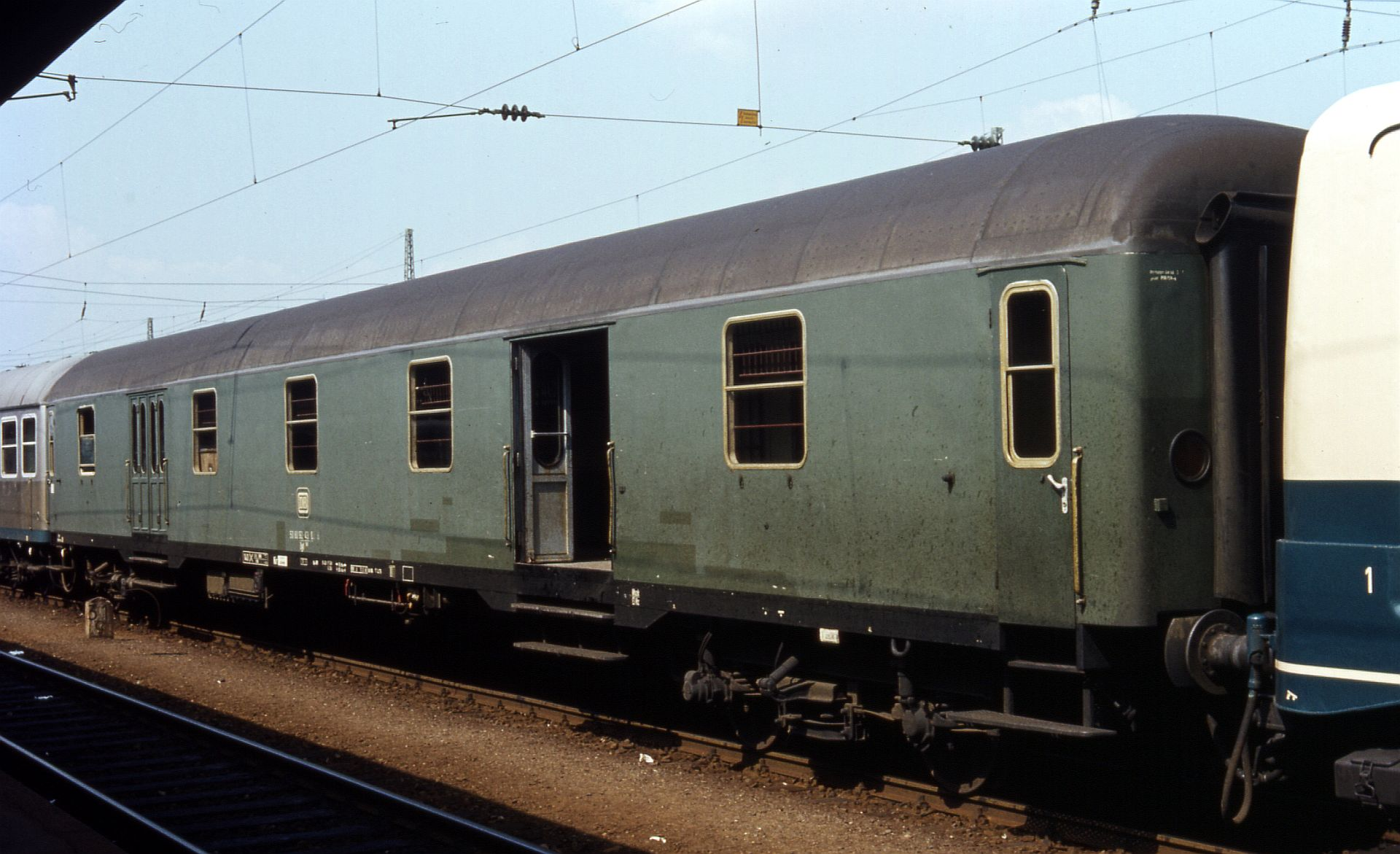
Der einzige Eilzuggepäckwagen Dyl^{961} im Bahnhof Lichtenfels, Anfang der 1980er Jahre

### Vorgeschichte
Nach der Gründung der Deutschen Bundesbahn reiften die Überlegungen zur Beschaffung einer neuen Generation von Eilzugwagen. Um den Reisekomfort zu erhöhen, wurden erstmals größere Abteiltiefen als bisher üblich festgelegt und die Bestuhlung der 3. Klasse von 2+3 Sitzen in Wagenquerrichtung auf 2+2 Sitze umgestellt. Dies führte zwangsläufig dazu, dass die neuen Wagen länger als die bisherigen gebaut werden mussten, um das Platzangebot nicht zu stark zu reduzieren und damit die Wagenmasse pro Sitzplatz unwirtschaftlich zu erhöhen. Anfang 1951 begannen die Planungen für zwei Grundtypen: Wagen mit Mitteleinstieg für den Nahverkehr und Wagen ohne Mitteleinstieg für den Fernverkehr. Erstere beschaffte die Deutsche Bundesbahn als neue Eilzugwagen, für die die Verwendungsgruppe 52 geschaffen wurde, letztere waren die ab 1954 folgenden UIC-Schnellzugwagen. Es waren die ersten Serienwagen der DB mit einer Länge von 26,4 Metern.

### Konstruktion
Der Wagenkasten wurden als Stahlleichtbau-Schweißkonstruktion aufgebaut und bestanden aus einer Fachwerkkonstruktion aus Normalleichtprofilen, die mit Blechen beplankt war. Die Wagen besaßen neben den Endeinstiegen zusätzlich einen Mitteleinstieg mit Doppeltüren. Alle Türen waren als Drehtüren ausgeführt. Sie wurden als erste Wagen mit den bis heute üblichen Gummiwulstübergängen an den Wagenenden versehen. Alle Fahrgasträume wurden als Großräume mit einer „vis-a-vis“-Bestuhlung in der Anordnung 2+2 in der dritten (ab 1956 zweiten) Wagenklasse sowie 1+2 in der zweiten (ab 1956 ersten) Klasse ausgeführt. Die Länge der Fahrgasträume orientiert sich am Grundmaß 10.290 mm, das in fünf Sitzgruppen 2. Klasse mit einer Abteiltiefe von je 2058 mm oder in sechs Sitzgruppen 3. Klasse mit einer Abteiltiefe von je 1715 mm geteilt werden konnte. Der Raum für eine Sitzgruppe der 3. Klasse wurde für den Mitteleinstieg verwendet, weshalb dieser asymmetrisch angeordnet ist. Die BC-Wagen verfügten demnach über 30 Plätze der 2. Klasse und 38 Plätze der 3. Klasse, die C-Wagen 84 Plätze der 3. Klasse. An den Wagenenden schließen durch Türen getrennte Vorräume die Wagen ab. Dort befanden sich auch die Toiletten. Bei den gemischtklassigen BC-Wagen wurde im Vorraum auf der Seite der 2. Klasse gegenüber der Toilette zusätzlich ein Dienstabteil eingebaut. Die Wagen konnten sowohl mit Dampf als auch über die Zugsammelschiene mit 1000 V Spannung elektrisch beheizt werden.
Als Drehgestelle wurde erstmals die Bauart Minden-Deutz verwendet (MD 50), die stahlgefedert und klotzgebremst eine Höchstgeschwindigkeit von 140 km/h ermöglichten. Allerdings waren wegen der Achsgenerator vom Typ D62 nur 120 km/h möglich. Das neue Drehgestell war für eine Radsatzlast von 12,5 t ausgelegt und hatte einen Achsabstand von 2000 mm.
Einer der drei Probewagen hatte noch eingezogene Einstiegstüren an den Wagenenden analog zu den Baumustern von 1949 und den Doppelstock-Prototypen von 1949 und 1950. Bei der Serienfertigung entsprachen die Einstiegstüren an den Wagenenden dann schon den späteren UIC-X-Wagen.
Beschafft wurden Wagen der folgenden Typen: C4ymg-51 (ab 1956 B4ymg, ab 1966 Bym421, später Byl421: 320 Serienwagen), BC4yg (ab 1956 AB4ymg, ab 1966 ABym411, später AByl411: 259 Serienwagen), Steuerwagen C4ymgf-51 (ab 1956 B4ymgf, ab 1966 Bymf436, später Bylf436: 51 Serienwagen), Halbgepäckwagen CPwymg-51/54 (29 Wagen). Insgesamt wurden 659 Serienwagen gebaut.
Auf der Grundkonstruktion der Mitteleinstiegswagen basierten die 35 Halbspeisewagen der Bauart CR4ymg-51 (später BRyl446) und zehn Erster-Klasse-Großraumwagen AB4ymg-54 (ab 1956 A4ymg-54) für den Schweiz-Verkehr, die später als Ayl401 eingeordnet wurden. Als Vollgepäckwagen wurde nur ein einziger Pw4ymg (Dyl961) gebaut. Zusammen mit diesen Wagen, den Serienwagen und den drei Prototypen wurden insgesamt 708 Wagen dieser Konstruktion gebaut. Ein Weiterbau unterblieb aufgrund der wirtschaftlichen Situation und der Materialengpässe in der Mitte der 1950er Jahre. Stattdessen konzentrierte sich die Deutsche Bundesbahn auf das Umbauwagen-Programm, bei dem insgesamt rund 6500 dreiachsige Wagen und rund 1800 vierachsige Wagen auf alten Fahrstellen modernisiert wurden. Erst ab 1958 wurden mit den n-Wagen wieder rund 5000 Neubauwagen für den Nahverkehr gebaut.
Den Kennbuchstaben „b“ erhielten nur Wagen mit Steuerleitung. Die Bezeichnung lautete zunächst …ymg(b), bis 1975 dann …ym(b), danach wurde das Nebengattungsbuchstabenkürzel auf …yl geändert.

### Steuerwagen
Insgesamt 118 Wagen wurden als Steuerwagen gebaut, davon 67 mit Gepäckabteil zwischen Mitteleinstieg und Führerstand (CPw4ymgf-51 und CPw4ymgf-54), die anderen 51 als Sitzwagen 3. Klasse (C4ymgf-51). Der Endeinstieg war auf diese Weise um eine Abteillänge zur Mitte versetzt. Auch die Steuerwagen besaßen eine Übergangseinrichtung, so dass die Wagen auch in der Mitte des Zuges eingestellt werden konnten. Rechts und links des Überganges gab es kleine Fenster, das Bedienpult war in Fahrtrichtung rechts des Überganges, der Zugang konnte seitwärts mit einer Tür verschlossen werden. Die Steuertische waren jeweils für eine Traktionsart (Elektro, Diesel oder Dampf) eingerichtet, sie konnten in der Werkstatt ausgetauscht werden. Die Enge des Führerstandes führte zu dem Spitznamen „Hasenkästen“.
Die ersten 29 der Halbgepäckwagen hatten einen Seitengang, damit die Fahrgäste das Gepäckabteil nicht durchqueren mussten, die übrigen 38 Wagen hatten keinen Seitengang und am Mitteleinstieg auch nur eine Tür. Alle Gepäckwagen hatten ursprünglich an den Wänden Klappsitze. Die Gepäckabteile besaßen auf jeder Seite eine vierflügelige Falttür.
An den Stirnseiten waren ein Dreilicht-Spitzensignal und zwei Schlusslichter angebracht, auf dem Dach verfügten die Wagen über ein Signalhorn. Im Laufe der Zeit wurden die Gummiwulste teilweise abgebaut, auch die Steuereinrichtungen wurden teilweise ausgebaut, als genug Steuerwagen der Gattung BDnrzf739 und BDnrzf740 zur Verfügung standen.
Die UIC-Gattungszeichen waren Bymf436, mit Gepäckabteil BDymf457 und mit Seitengang BDymsf456. 1976 wurde das Nebengattungszeichen m durch ein l ersetzt. Nach Ausbau des Führerstandes wurden die Wagen als Bylb422, BDyl(b)458 und BDyl(b)459 bezeichnet.
Bis 1991 waren diese Wagen mangels automatischer Türschließeinrichtung ausgemustert. Fünf Steuerwagen wurden zusammen mit 35 anderen yl-Wagen Anfang der 1990er Jahre von der Deutschen Reichsbahn übernommen, um akutem Wagenmangel abzuhelfen. Die Wagen wurden nach Rückgang des Bedarfs an Personenwagen abgestellt.
Einige Wagen sind museal im DB-Museum erhalten. Ein Wagen gelangte zu den Nordfriesischen Verkehrsbetrieben, wurde mit einem Steuerkopf der Bauart Wittenberge versehen, modernisiert und mit der Nummer 101 eingesetzt.

### Einsatz
Die neuen Wagen kamen ab 17. Mai 1953 in Leichtschnellzügen im Städteschnellverkehr zum Einsatz. Sobald ab ca. 1958 genügend Neubau-Schnellzug-Wagen der m-Bauart zur Verfügung standen, und die Zuggattung Leichtschnellzug 1960 abgeschafft worden war, wurden die späteren yl-Wagen vor allem im Eilzugverkehr eingesetzt.
Die Steuerwagen waren in den Anfangsjahren mit dreiachsigen Umbauwagen im Vorortverkehr in Ballungsräumen (wie Hamburg oder München) eingesetzt worden. Später, mit der Neulieferung neuer Nahverkehrswagen ab 1959, waren die Steuerwagen oft auch mit diesen eingesetzt. In den 1980er Jahren wurde dann die Steuereinrichtung bei allen Wagen ausgebaut.
In den 1970er und 1980er Jahren wurden schließlich die yl-Wagen auch in herkömmlichen Nahverkehrszügen eingesetzt. Wegen der fehlenden Türschließeinrichtung sowie wegen des Mitteleinstiegs (Unfallgefahr an Bahnsteigen im Gleisbogen) fand man sie zunehmend in untergeordneten Diensten.
Die letzten yl-Wagen wurden bei der Deutschen Bahn AG 1994 ausgemustert. Damit wollte die Bahn sich die Umstellung der Türen auf zentrale Verriegelung sparen. 40 Wagen (davon fünf BDyl) gelangten aber 1990 über die Firma Lonrho und die Deutsche Post der DDR zur Deutschen Reichsbahn und wurden im Berliner Vorortverkehr eingesetzt, darunter zwischen Berlin-Lichtenberg und Nauen bzw. Falkensee.
Mehrere yl-Wagen wurden nach der Ausmusterung im Personenverkehr noch als Bahndienstwagen bei der Erprobung von neuen ICE-Triebköpfen und dem Transport neuer ICE-Wagen verwendet.

### Verbleib
Viele der Vorkriegs- und Nachkriegseilzugwagen sind erhalten. So setzen die Ulmer Eisenbahnfreunde in Ettlingen mehrere Vorkriegseilzugwagen ein. Weitere gehören zum Traditions-Eilzug Zwickau und zur IG 3-Seenbahn.
Auch mehrere Nachkriegseilzugwagen einschließlich eines Steuerwagens sind noch vorhanden. Die BSW Lübeck betreut zwei Wagen des Verkehrsmuseums Nürnberg. Betriebsfähig waren auch mehrere yl-Wagen beim Bayerischen Eisenbahnmuseum in Nördlingen vorhanden. Heute fahren solche Wagen für die Dampfloktradition Oberhausen e. V. (DTO), die Eisenbahnfreunde Vienenburg, die Fränkische Museums-Eisenbahn e. V. Nürnberg und den Bayerischen Lokalbahnverein.
Jeweils ein Wagen der Bauart Bye667, Bye655 und Bye667 gehören zum Bestand der Dampflok-Gemeinschaft 41 096 e. V. und kommt dort im Rahmen von Sonderfahrten regelmäßig zum Einsatz.